# 卡尔斯·布罗梅松
卡尔斯·布罗梅松（瑞典語：Charles Brommesson，1903年8月12日—1978年9月1日），瑞典男子足球运动员，司职中场。他曾代表瑞典国家队参加1924年夏季奥林匹克运动会足球比赛，获得一枚铜牌。